# اکلزتون (لانکاشر)
اکلزتون (به انگلیسی: Eccleston) یک روستا و محله مدنی در بریتانیا است که در Borough of Chorley واقع شده‌است. اکلزتون ۴٬۲۶۳ نفر جمعیت دارد.